# Rick Knoop
Frederick William „Rick“ Knoop (* 8. Juli 1953 in Atherton) ist ein ehemaliger US-amerikanischer Autorennfahrer.

## Karriere im Motorsport
Rick Knoop war fast drei Jahrzehnte vor allem im nordamerikanischen GT- und Sportwagensport aktiv. Seinen ersten Rennstart bei einer wichtigen Sportwagen-Veranstaltung hatte er beim 24-Stunden-Rennen von Daytona 1978. Zum letzten Mal als Fahrer im Cockpit saß er beim 200-Meilen-Rennen von Watkins Glen 2007. Dazwischen lag eine Vielzahl an Einsätzen in der IMSA-GTP-Serie. Er feierte sechs Klassensiege und gewann 1979 das 6-Stunden-Rennen von Talladega.
Zweimal war er beim 24-Stunden-Rennen von Le Mans am Start. 1978 wurde er gemeinsam mit Jim Busby und Chris Cord auf einem Porsche 935/77 Gesamtsechster und feierte einen Klassensieg. 1984 wurde er auf einem Lola T616 12. in der Gesamtwertung. 
Nach dem Ende der professionellen Karriere fährt Knoop historische Formel-1-Rennen. Sein Einsatzfahrzeug ist ein 1979er-Tyrrell 009.

## Statistik

### Le-Mans-Ergebnisse
| Jahr | Team                      | Fahrzeug       | Teamkollege | Teamkollege | Platzierung            | Ausfallgrund |
| ---- | ------------------------- | -------------- | ----------- | ----------- | ---------------------- | ------------ |
| 1978 | Porsche Kremer Racing     | Porsche 935/77 | Jim Busby   | Chris Cord  | Rang 6 und Klassensieg |              |
| 1984 | The B.F. Goodrich Company | Lola T616      | Jim Busby   | Boy Hayje   | Rang 12                |              |

### Sebring-Ergebnisse
| Jahr | Team                 | Fahrzeug            | Teamkollege   | Teamkollege    | Platzierung | Ausfallgrund    |
| ---- | -------------------- | ------------------- | ------------- | -------------- | ----------- | --------------- |
| 1978 | Earle & Akin Racing  | Porsche Carrera RSR | Steve Earle   | Bob Akin       | Rang 5      |                 |
| 1980 | Jim Busby Industries | March-BMW M1        | Bruce Jenner  | Jim Busby      | Ausfall     | Getriebeschaden |
| 1983 | Racing Beat          | Mazda RX-7          | Pete Halmser  |                | Ausfall     | Motorschaden    |
| 1985 | Busby Racing         | Porsche 962         | Pete Halsmer  | Dieter Quester | Rang 3      |                 |
| 2006 | Highcroft Racing     | MG-Lola EX257       | Gregor Fisken | Duncan Dayton  | Ausfall     | Mechanik        |